# هارولد إدوارد إليوت
هارولد إدوارد إليوت (بالإنجليزية: Harold Elliott) هو ضابط وسياسي أسترالي، ولد في 19 يونيو 1878 في أستراليا، وتوفي في 23 مارس 1931 في نفس البلد بسبب استنزاف. انتخب عضو مجلس الشيوخ الأسترالي ‏ عن دائرة فيكتوريا (1 يوليو 1920 – 23 مارس 1931).